# Two International Finance Centre
Het Two International Finance Centre (afgekort Two IFC of "Two ifc") is een wolkenkrabber aan de kustlijn van Hongkongs financiële district.
Dit prominent aanwezige gebouw is onderdeel van een complex, het International Finance Centre, dat bestaat uit twee wolkenkrabbers, het IFC winkelcentrum en het 55 verdiepingen tellende 'Four Season Hotel Hong Kong'. Toren 2 van dit complex is het op een na hoogste gebouw in Hongkong (het International Commerce Centre is het hoogste gebouw van Hong Kong). In hoogte het Central Plaza overtreffend. Het IFC is het vijfde hoogste gebouw op het vasteland van China, en het tiende hoogste kantoorgebouw in de wereld, gebaseerd op de structurele hoogste.
Het Airport Express Hong Kong Station ligt direct onder het gebouw.